# 威远楼及宋钟
威远楼及宋钟，位于中国甘肃省陇西县，为一个省级文物保护单位，类型为古建筑。
威远楼及宋钟的历史年代为明代。